# یوزف گرگور تایوسکی
یوزف گرگور تایوسکی (انگلیسی: Jozef Gregor-Tajovský؛ ۱۸ اکتبر ۱۸۷۴ – ۲۰ مهٔ ۱۹۴۰) رمان‌نویس، نمایشنامه‌نویس، شاعر، معلم و سیاستمدار اهل کشور اسلواکی بود. او به‌عنوان یک رمان‌نویس، یکی از چهره‌های شاخص موج دوم رئالیسم ادبی اسلواکی و به‌عنوان نمایشنامه‌نویس، بنیان‌گذار درام رئالیستی اسلواکی است. نمایشنامه‌های او هنوز بخشی از مجموعه اصلی تئاترهای حرفه ای اسلواکی از جمله تئاتر ملی اسلواکی و همچنین صحنه‌های مختلف داخلی و خارجی است.